# Stanislas Barthélémy
Pour les articles homonymes, voir Stanislas et Barthélémy.
Stanislas Barthélémy, dit Stanislas, né le 30 septembre 1961 à Rennes, est un illustrateur et auteur de bande dessinée français.
Dessinateur inspiré par la ligne claire, il est notamment connu pour avoir été l'un des sept cofondateurs de la maison d'édition alternative L'Association en 1990. La simplicité de son trait lui permet d'être souvent sollicité par la publicité[réf. souhaitée].

## Biographie
Alors étudiant en architecture d'intérieur, Stanislas s'oriente vers la bande dessinée en publiant dans deux fanzines : Électrode (1982) puis Recto-Verso (1983), dans le cadre de l'AJBD, sous la direction de Christian Lary, celui-ci responsable d'ateliers de bandes dessinées de la Ville de Paris (ADAC).
En 1983, il rencontre le Versaillais Jean-Christophe Menu, directeur du fanzine Le Lynx à tifs, auquel Stanislas participe à partir du troisième numéro, et de l'Association pour l'apologie du neuvième art libre (AANAL), où il publie un petit album dans la collection « Patte de mouche » en 1985. En 1986, Stanislas publie dans la collection « X » son premier album diffusé en librairie, suivi par un second en 1988. À la même époque, il collabore à divers périodiques jeunesse, tels Tintin reporter ou J'aime lire.
En 1990, Stanislas cofonde avec Menu, Lewis Trondheim, David B., Mattt Konture, Patrice Killoffer et Mokeït la maison d'édition de bande dessinée L'Association, collaborant régulièrement à sa revue Lapin et y publiant plusieurs albums, dont Le Galérien en 1994. Il y réalise également cinq « Pattes de mouche » et y dessine sur un texte d'Anne Baraou Au passage du Pourquoi pas, en 2001. En 1995, PMJ éditions publie un recueil de son personnage Toutinox, apparu au début des années 1980. 
Parallèlement, il crée avec le scénariste Laurent Rullier une série de bande dessinée d'aventure grand public, Victor Levallois, dont Alpen Publishers publie trois albums entre 1990 et 1994. Il se lance ensuite dans une biographie en bande dessinée de Hergé, le créateur belge de Tintin, écrite par José-Louis Bocquet et Jean-Luc Fromental, publiée en 1999 chez Reporter. En 2001, Reporter recueille ses strip du Savant fou, notamment parus dans Je bouquine. En 2004, Les Humanoïdes associés rééditent Victor Levallois et en proposent un quatrième tome inédit.
En 2005, L'Association publie dans sa collection « Archives » un imposant recueil de ses œuvres de jeunesse accompagné d'une longue interview. En désaccord avec Jean-Christophe Menu, Stanislas quitte cependant la structure en 2006. L'année suivante, Delcourt publie  Le Grand Animateur, onzième volume de la série Donjon Monsters écrite par Lewis Trondheim et Joann Sfar.
En 2011 et 2013, Dargaud publie deux volumes de sa nouvelle série Le Perroquet des Batignolles, qu'il co-écrit avec Jacques Tardi et Michel Boujut.

## Œuvres

### Albums
- La Grande Course, Futuropolis, coll. « X », 1986.
- Le Pigeon, Futuropolis, coll. « X », 1988.
- Victor Levallois (dessin), avec Laurent Rullier (scénario) :

1. Trafic en Indochine, Alpen Publishers, 1990.
2. La Route de Cao Bang, Alpen Publishers, 1992.
3. Le Manchot de la butte rouge, Alpen Publichers, 1994.
4. La Ballade des clampins, Les Humanoïdes Associés, 2004.

- Publications dans Lapin no 1 à 31, L'Association, 1991-2002.
- Stan Parade, L'Association, coll. « Patte de Mouche », 1992.
- Le Galérien, L'Association, coll. « Ciboulette », 1994.
- Toutinox raconte, P.M.J. éditions, 1995.
- Publications dans Fusée no 1 à 4 et 6, 1996-1999.
- L'Homme-autruche, L'Association, coll. « Patte de Mouche », 1998.
- Ivan Prince des étoiles. Le 9ème monde, 1998.
- Les Aventures d'Hergé (dessin), avec Jean-Luc Fromental et José-Louis Bocquet (scénario), Reporter, 2001. Réédition augmentée en 2007.
- Au passage du pourquoi-pas (dessin), avec Anne Baraou (scénario), L'Association, coll. « Ciboulette », 2001.
- Le Savant fou, Reporter, 2001. Réédité par Les Rêveurs en 2013.
- Les  Vies d'Hector Gaulois, L'Association, coll. « Patte de Mouche », 2003.
- Bonne Année, L'Association (cadeau-adhérent), coll. « Vœux de Mouche », 2004.
- Archives Stanislas, L'Association, coll. « Archives », 2005.
- La Chute de l'ange, L'Association, coll. « Patte de Mouche », 2006.
- Donjon Monsters, t. 11 : Le Grand Animateur (dessin), avec Joann Sfar et Lewis Trondheim (scénario), Delcourt, coll. « Humour de rire », 2007.
- Deux enfants sur la Lune, Thierry Magnier, coll. « Petite Poche BD », 2008
- L'Abécédaire illustré de Stanislas, Thierry Magnier, 2008.
- Objets du XXe siècle, L'Association, coll.« Mimolette », 2008.
- Le Perroquet des Batignolles (dessin), avec Jacques Tardi et Michel Boujut (scénario), Dargaud :

1. L'Énigmatique Monsieur Schmutz, 2011  (ISBN 978-2-205-06360-8).
2. La Ronde des canards, 2014  (ISBN 978-2-205-06788-0).

- L'Hélimob, Les Rêveurs, 2017.

### Figurines
- Le Galérien et la Sirène, CBG Mignot & Les Amis de Freddy, 2011.